# Бисмарк Барето Фарија
Бисмарк Барето Фарија (11. септембар 1969) бразилски је фудбалер.

## Каријера
Током каријере је играо за Васко да Гама, Флуминенсе, Гојас и многе друге клубове.

## Репрезентација
За репрезентацију Бразила дебитовао је 1989. године. Наступао је на Светском првенству (1990) с бразилском селекцијом. За тај тим је одиграо 11 утакмица и постигао 1 гол.

## Статистика
| Бразил | Бразил  | Бразил |
| Година | Наступи | Голови |
| ------ | ------- | ------ |
| 1989.  | 7       | 1      |
| 1990.  | 4       | 0      |
| Укупно | 11      | 1      |